# جندابه
جندابه روستایی در دهستان تودشک بخش تودشک شهرستان کوهپایه استان اصفهان ایران است.

## جمعیت
بر پایه سرشماری عمومی نفوس و مسکن در سال ۱۳۹۵ جمعیت این روستا ۳۹۸ نفر (۱۳۳خانوار) بوده‌است.

## ریشه نام روستا
نام این روستا در اصل گند آب بود است، ولی به دلیل تسلط اعراب بر ولایات ایران و از آنجایی که اعراب از تلفظ حرف «گ» عاجز بودند، نام رسمی این روستا به جُندابه تغییر کرد. هنوز هم اهالی این روستا و روستاهای اطراف، این روستا را به همان نام قبل تلفظ می‌کنند. به زبان نائینی «گِنداوَه»
نقل دیگر در مورد نام روستا، قند آب است که بعدها به گند آب تغییر نام داده است به این دلیل که وقتی از سمت کویر به طرف دامنه کوه برویم، آب قنات های این روستا قابل شرب و اصطلاحاً شیرین است. 